# Odsalanie

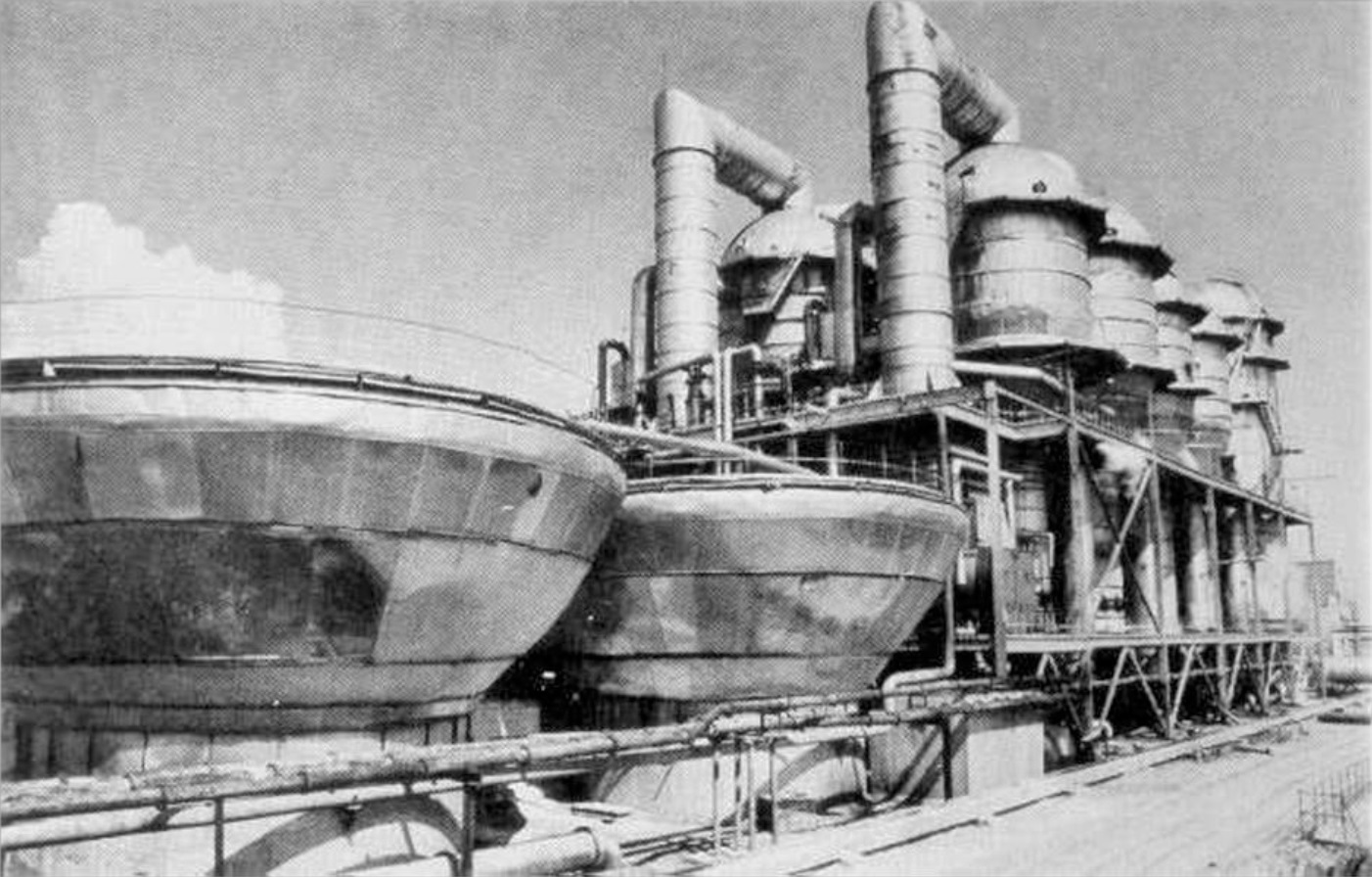
Jednostka odsalająca Szewczenko BN-350

Odsalanie – ogólne określenie procesów usuwania soli i innych minerałów z wody morskiej, w celu uzyskania słodkiej wody zdatnej do nawadniania lub spożycia.
Odsalanie jest metodą uzyskiwania wody pitnej na jednostkach pływających. Na większą skalę jest stosowane na bogatych obszarach ubogich w wodę, szczególnie w Arabii Saudyjskiej, na Karaibach i w Izraelu (Aszkelon, Palmachim). Coraz częściej jest też stosowane w USA, Chinach, Singapurze, Hiszpanii i Australii.
Największe na świecie zakłady odsalające znajdują się w Jebel Ali w Zjednoczonych Emiratach Arabskich. Uzyskują one 300 milionów metrów sześciennych wody rocznie.

## Metody
Istnieje kilka metod odsalania wody. Najbardziej popularne to:
- odwrócona osmoza
- destylacja
- nanofiltracja
- zamrażanie

Na największą skalę stosowana jest destylacja, w szczególności destylacja próżniowa. W ostatnich latach następuje gwałtowny rozwój metod opartych na odwróconej osmozie, głównie dzięki rozwojowi technologii membran półprzepuszczalnych i oszczędniejszych pomp wysokociśnieniowych.
Najtańszą metodą, używaną szczególnie w przybrzeżnych miastach, jest destylacja przy pomocy energii słonecznej. Odsolenie jednego metra sześciennego wody tą metodą kosztuje około 50 centów.